# Jorge Salviche
Jorge Salviche ou Joé Salviche est un directeur de production, réalisateur et scénariste franco-espagnol.

## Filmographie

### Directeur de production
- 1938 : Les Femmes collantes de Pierre Caron
- 1940 : L'Or du Cristobal de Jean Stelli et Jacques Becker
- 1940 : Pour le maillot jaune de Jean Stelli

### Réalisateur
- 1941 : Caballeria mora
- 1942 : Danza del fuego
- 1943 : La Sévillane coréalisé avec André Hugon et scénarisé par Jean Féline
- 1945 : Juan de Juní y Gregorio Hernández
- 1945 : Berreguete

### Scénariste
- 1946 : Por el gran premio de Pierre Caron